# Juan Antonio Zamora Zambudio
Juan Antonio Zamora Zambudio   (Múrcia, 3 de maig de 1983) és un futbolista que ocupa la posició de defensa.

## Trajectòria esportiva
Després de jugar al filial madridista i al Cartagonova, el 2003 debuta a primera divisió amb el Reial Múrcia CF, tot jugant dos partits. El 2005 fitxa pel CE Castelló, amb el qual ha militat quatre temporades a Segona Divisió, sense arribar a ser titular en cap d'elles. No obstant això, suma 64 partits i tres gols amb els valencians.